# Шинкевич Віктор Геннадійович
Шинкевич Віктор Геннадійович (нар. 16 травня 1964, Дніпро) — український спортсмен, бізнесмен, політик, голова Дніпропетровської райдержадміністрації, депутат Дніпропетровської облради VI, VII скликань. Голова Дніпропетровської обласної організації роботодавців будівельної галузі. Голова Міжгалузевої ради з питань формування робітничих кадрів будівельної галузі Дніпропетровщини. Заслужений будівельник України. Засновник торгової марки групи компаній БАЛІВКА, до складу якої входять ТОВ «БУД ІНДУСТРІЯ», ТОВ «Балівський завод залізобетонних конструкцій», ТОВ «Балівська будівельна компанія», ТОВ ТК КЛОЧКО, ТОВ «ББК КОМФОРТ- СЕРВІС».

## Біографія
Народився 16 травня 1964 року в місті Дніпропетровську (нині Дніпро, Україна). Закінчив Дніпропетровську загальносвітню школу № 34. Професійно займався спортом. В 14 років став майстром спорту з плавання. Виступав на Всесоюзних та республіканських змаганнях, колишнього СРСР, неодноразово займав призові місця.
Навчався в Дніпропетровському інженерно-будівельному інституті за  спеціальністю – промислове та цивільне будівництво. В 1989 році закінчив
навчання, отримав кваліфікацію – інженер-будівельник. В 2008 році закінчив Дніпропетровський регіональний інститут державного управління
Національної академії державного управління при Президентові України, отримав кваліфікацію магістр державного управління.
Після закінчення Дніпропетровського інженерно-будівельного інституту працював на підприємствах будівельної галузі: Дніпротяжбуд,
Дніпросільбудіндустрія, ТОВ «Балівський завод залізобетонних конструкцій», пройшов шлях від майстра виробництва до директора.
В 2005 році Указом Президента України призначений головою Дніпропетровської районної державної адміністрації Дніпропетровської
області. За період перебування Шинкевича В.Г. на посаді (2005-2008 роки) Дніпропетровський район займав перше місце в Дніпропетровському регіоні з
питань соціально-економічного розвитку, третє місце з питань розвитку агропромислового комплексу.
З 2008 року і до теперішнього часу займає посаду генерального директора ТОВ «БУД ІНДУСТРІЯ».
Балотуючись в 2010 році до Дніпропетровської обласної ради по мажоритарному округу №34 ініціював, одним з перших на Дніпропетровщині,
реалізацію пілотного проекту з будівництва доступного житла за державною програмою «Доступне житло». За період з 2011 по 2024 роки на лівому березі Дніпра реалізовано 13 багатоповерхових будинків в чотирьох житлових комплексах. Здано в експлуатацію більше 70000 м2. Найвідоміший ЖК
«Олімпійський» на ж/м «Лівобережний-3» м.Дніпро. За його ініціативою та при підтримці однодумців побудовано Храм в селищі Кіровське (нині Обухівка) Дніпропетровської області. В Дніпропетровському регіоні це єдиний храм, побудований з окремих конструкцій, які зібрані в Храм з 5 куполами.
Громадська діяльність
З травня 2018 голова Дніпропетровської обласної організації роботодавців будівельної галузі. З 2019 року очолює Міжгалузеву раду з питань формування
робітничих кадрів будівельної галузі Дніпропетровщини. З 2021 року член Конфедерації будівельників України. З 2021 року входить до складу INSPIRA
Business Club.
Почесні звання
В 2013 році присвоєно почесне звання Заслужений будівельник України.
Нагороди, відзнаки
Нагороджений Почесною грамотою Кабінету Міністрів України – (2003)
- Подякою Корпорації «Украгропромбуд» - (2004)
- Орденом Преподобного Іллі Муромця ІІІ ступеня – (2012)
- Медаллю Української Православної Церкви Рівноапостольного Князя
Володимира І ступеня – (2012)
- Орденом Київської Православної Церкви Святителя Миколи Чудотворця –
(2015)
- Почесною відзнакою голови Дніпропетровської обласної ради (2016)
- Медаллю «75 років 194 понтонно-мостовому загону» Державної спеціальної
служби транспорту (2017)
- Медаллю за вагомий внесок у розвиток професійної освіти (2021)
- Почесним знаком за розвиток соціального партнерства (2024)
- Відзнакою Будівельної палати України – медаллю «Золота кельма» (2024)
- Нагрудним знаком за заслуги перед громадою Дніпропетровської області
(2024)
Родина
Батько Геннадій Петрович (1931-1992), мати Зоя Дмитрівна Ходарьонок (1936-
2023)
Дружина – Алла Василівна (1964), лікар
Донька - Ольга (1990), закінчила Київський інститут міжнародних відносин
Онуки – Андрушко Варвара (2014), Андрушко Олег (2018), Андрушко Василиса
(2020), Андрушко Єсєнія (2023)